# Mellicta csikii
Mellicta csikii är en fjärilsart som beskrevs av Aigner-abafi 1906. Mellicta csikii ingår i släktet Mellicta och familjen praktfjärilar. Inga underarter finns listade i Catalogue of Life.